# Anders Forsberg (riksdagsdirektör)

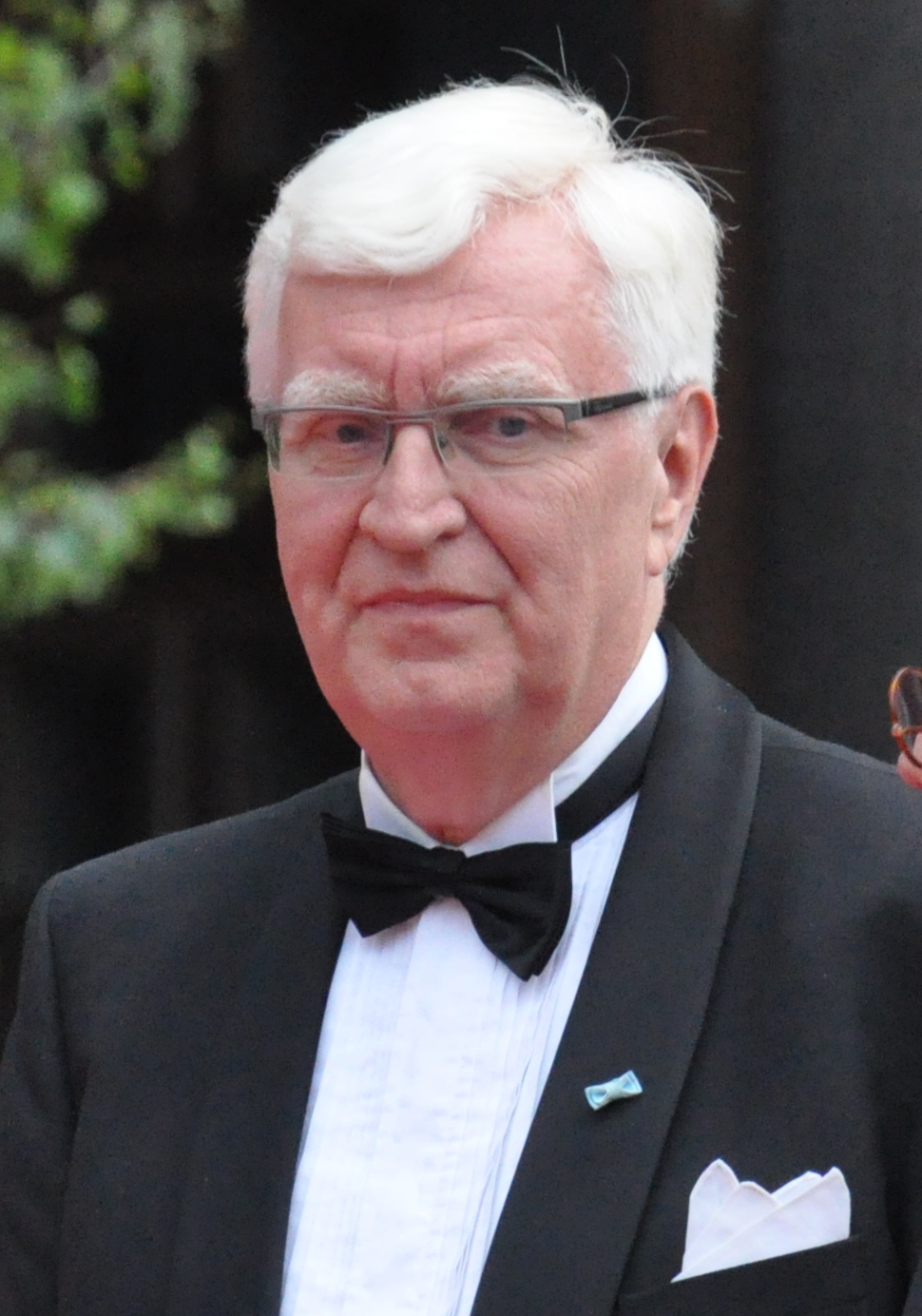
Anders Forsberg.

Anders Lennart Forsberg, född 27 juni 1944 i Uppsala, är en svensk ämbetsman. Han var riksdagsdirektör 1998–2010.
Forsberg blev filosofie politices magister 1970 och var därefter projektledare vid Spri 1970–1974 och planeringschef på Spri-konsult 1974. Han var föredragande vid riksdagens arbetsmarknadsutskott 1975–1987, tillförordnad kanslichef där 1987–1988, kanslichef där 1988 samt utsedd till riksdagens förvaltningsdirektör 1988.
År 1998 valdes han till kammarsekreterare och blev därmed riksdagsdirektör och chef för hela riksdagsförvaltningen. Han omvaldes enhälligt 2002 och 2006. Han avgick med pension i oktober 2010 varvid han efterträddes av Kathrin Flossing.

## Uppdrag
Forsberg är ledamot i Statsrådsarvodesnämnden sedan 2011, medlare anlitad av Medlingsinstitutet i konflikter på arbetsmarknaden, ordförande i VJS och revisor i KK-stiftelsen.
Han var förbundsordförande i Jurist- och samhällsvetarförbundet (JUSEK) 1986–1988, ordförande i den parlamentariska utredningen om arbetsmarknadspolitiken 1994–1996, ledamot i H.M. Konungens råd för mark- och byggnadsfrågor 2002–2010, president i Världsfederationen för parlamentschefer (ASGP) 2005–2008, vice president i ASGP 2002–2005, medlem i internationell panel avseende Interparlamentariska unionens (IPU) framtida inriktning 2005, ordförande i arbetsgrupp inom Europeiska unionen för framtagande av en för parlamenten gemensam plattform för elektronisk information (Ipex) 2001–2006.

## Familj
Anders Forsberg är son till köpmannen Lennart Forsberg och Lydia Forsberg, född Bergström samt gifte sig 1972 med Birgitta Wigén, som avled 2014.

## Utmärkelser
- H.M. Konungens medalj i 12:e storleken i Serafimerordens band (2005)